# Lancetes flavoscutatus
Lancetes flavoscutatus là một loài bọ cánh cứng trong họ Bọ nước. Loài này được Enderlein miêu tả khoa học năm 1912.